# Eloína Suárez Suárez
Eloína Suárez Suárez (Oviedo, noviembre de 1922-Oviedo, 2 de mayo de 2024) fue una política española y la primera mujer en ejercer como alcaldesa de Oviedo.

## Biografía
Presidió la alcaldía en funciones entre junio de 1978 y abril de 1979. El alcalde titular, Félix Serrano González-Solares, se encontraba de baja por enfermedad y el primer teniente de alcalde, Higinio Rodríguez Pérez, alcalde en funciones hasta el momento, presentó su renuncia al cargo. Eloína desempeñaba el cargo de segundo teniente de alcalde en el Ayuntamiento cuando tuvo que asumir la alcaldía en funciones.
Estuvo casada con Alfonso Fuertes, catedrático de Filosofía y Derecho Natural, en la Universidad de Oviedo, con quien tuvo seis hijos, entre ellos: Miguel Fuertes Suárez, diplomático. Eloína enviudó con 36 años y sacó adelante ella sola a sus hijos.

### Polémicas
Durante su gobierno se produjo el derribo del palacete de Concha Heres, en la calle Toreno de Oviedo. La finca debía servir para la construcción de la actual sede del Banco de España en Oviedo. El derribo se consumó, pese a la oposición vecinal.